# Prorates ballmeri
Prorates ballmeri is een vliegensoort uit de familie van de venstervliegen (Scenopinidae). De wetenschappelijke naam van de soort is voor het eerst geldig gepubliceerd in 1994 door Nagatomi and Liu.